# Zunft

| Bildtafel von Zunftwappen |               |              |              |
| 1 Schuhmacher             | 2 Fischer     | 3 Metzger    | 4 Tuchmacher |
| 5 Weber                   | 6 Maler       | 7 Müller     | 8 Maurer     |
| 9 Zimmerer                | 10 Dachdecker | 11 Schneider | 12 Bäcker    |
| 13 Sattler                | 14 Schmiede   | 15 Kürschner | 16 Gerber    |

Als Zünfte – von althochdeutsch zumft ‚zu ziemen‘ – bezeichnet man ständische Körperschaften von Handwerkern, wie sie seit dem Mittelalter zur Wahrung gemeinsamer Interessen entstanden und hauptsächlich bis ins 19. Jahrhundert existierten, in gewissen Regionen (beispielsweise in der Schweiz, vgl. hier) bis heute. Die Zünfte bildeten ein soziales und ökonomisches System zur Regelung von Rohstofflieferungen, Beschäftigungszahlen, Löhnen, Preisen, Absatzmengen bis hin zur Witwenversorgung. Zünfte umfassten mitunter mehrere Berufsgruppen. Äußeres Zeichen waren nach mittelalterlicher Tradition Zunftordnung, Wappen, Zunftzeichen und -kleidung.
Die Zünfte schrieben ihren Mitgliedern zur Sicherung von Qualitäten Produktionsmethoden vor. Dadurch wehrten sie zwar Überproduktionen ab, andererseits verhinderten sie die Einführung neuer, produktiverer, eventuell weniger gesundheitsgefährdender Produktionstechniken. Sie garantierten ihren Mitgliedern ein standesgemäßes, also „gerechtes“ Einkommen. Den Verbrauchern war durch Ausschalten von Preiswettbewerb ein stabiles Preis-Leistungs-Verhältnis garantiert – allerdings auf hohem Preis-Niveau (Siehe auch: Kartell).

## Begriff
Seit dem Mittelalter und bis zur Industrialisierung im 19. Jahrhundert wurde der Zusammenschluss von Handwerksmeistern neben dem heute gängigen Begriff Zunft auch als Gilde, Gaffel, Amt (norddeutsch), Einung, Innung (sächsisch) oder Zeche bezeichnet. Heute benennt die wissenschaftssprachliche Übereinkunft in Deutschland den Zusammenschluss von Handwerksmeistern als Zunft und den Zusammenschluss von Kaufleuten seit dem Mittelalter und der frühen Neuzeit als Gilde, wohingegen in England mit guild beides bezeichnet wird.

## Geschichte
Vorläufer städtischer Zünfte gab es seit der römischen Kaiserzeit; sie dienten vor allem der steuerlichen Erfassung ihrer Mitglieder, die daraufhin oft auf das Land auswichen. Der lateinische Ausdruck für diese Vereinigungen war collegium, beispielsweise der Handwerker, Kaufleute, Schiffsbesitzer, Bäcker usw.
Die Anfänge des Zunftwesens in Mittel-, West- und Nordwesteuropa sind im Hochmittelalter zu finden, als zahlreiche neue Städte gegründet wurden (Stadtgründungsphase) und die Handwerkszweige in den Städten sich stark spezialisierten.
Als ältester urkundlich belegter Vorläufer der späteren Zünfte gilt die im Jahr 945 begründete Frankfurter Fischer- und Schiffer-Bruderschaft. 1010 entstand die Würzburger Fischerzunft, die ihr Bestehen jedes Jahr am 6. Januar feiert.
In den meisten deutschen Städten lag die Macht anfänglich nur in den Händen des städtischen Adels und der Ministerialen der Klöster, Bischöfe und Hochadeligen. Später konnten auch die Fernkaufleute gewisse Rechte und politischen Einfluss erkämpfen. Die Vereinigung von Handwerkern zu Zünften, das heißt ihre Organisation innerhalb der Stadt, war während dieser Zeit oft stark eingeschränkt oder gar verboten. Ein Zusammenschluss einer Gruppe von Menschen oder eine „Verschwörung“, wie man es zeitgenössisch nannte, bedeutete in einer mittelalterlichen Stadt fast immer politische Einflussnahme. Die Gründung der Zünfte war in manchen Städten mit einer so genannten „Zunftrevolution“ oder einem politischen Umschwung verbunden. Allerdings wurde den Zunftbürgern häufig von vornherein weitgehende Autonomie zuerkannt, um die Neugründung von Städten für Händler und Handwerker attraktiv zu gestalten (z. B. Freiburg im Breisgau im Jahr 1120).
In bestimmten Städten im Heiligen Römischen Reich gelang es den in Zünften organisierten Handwerkern sogar, die politische Macht ganz oder teilweise zu erobern. In den Reichsstädten galten zeitweise Zunftverfassungen, die den Zünften eine Dominanz im Rat garantierten, was jedoch nicht mit einer Demokratie im modernen Sinne gleichgesetzt werden kann. In Pfullendorf fanden jährlich Wahlen statt. Diese Verfassung hatte Modellcharakter für viele Städte und galt in Pfullendorf in den Jahren 1383 bis 1803. Auch Zürich hatte bis 1798 eine „Zunftverfassung“.
In Antwerpen durften ab dem Jahr 1435 die Gilden und Zünfte Delegierte in den Stadtrat entsenden. Damit wurde der so genannte Montags-Rat um eine vierte Kraft ergänzt: Neben den Ratsherren (Exekutive), den ehemaligen Ratsherren und den Vorstehern der Stadtbezirke wirkten die Vertreter der Zünfte als politische Amtsträger.
Im 13. und 14. Jahrhundert trugen Zünfte und Gilden viel zum technischen Fortschritt bei und waren bisweilen revolutionär: Sie fochten gegen das städtische Patriziat, sie gaben einem breiten Teil der Bevölkerung Aufstiegsmöglichkeiten und amteten als Volksvertreter. Innerhalb der Gilden und Zünfte gab es soziale Institutionen wie Wahlen, Vertretungen, gemeinsame Sitzungen und eine strukturierte Teilhabe am Leben der Vereinigung. Bert De Munck, ein Professor für Volkskunde der Universität Antwerpen, bezeichnet diese frühen Zünfte deshalb als "cradel of western democracies", als Wiege der westlichen Demokratien. Dabei hebt er vor allem deren Institutionen und damit deren soziales Kapital hervor.
Im Spätmittelalter und der Frühen Neuzeit verschwanden jedoch die meisten Zunftrepubliken unter dem Druck der Landesfürsten wieder und der politische Einfluss der Zünfte wurde eingeschränkt oder ganz auf das Wirtschaftsrecht reduziert. Um das Jahr 1550 wurde die „Zunftherrschaft“ in allen Reichsstädten durch Kaiser Karl V. abgeschafft. Danach waren dort bis zum Ende des Heiligen Römischen Reichs wieder patrizische Machtstrukturen vorherrschend.
Gegen die Macht der Meister innerhalb der Zünfte bildeten die Gesellen ab dem Spätmittelalter eigene Gesellenvereinigungen.
Die nicht in Zünften organisierten Handwerker gehörten mancherorts zur sogenannten Meinheit. Sie hatten dann im Gegensatz zu ungebundenen Gesellen, Knechten und Tagelöhnern jedoch häufig das Bürgerrecht.
Im Heiligen Römischen Reich Deutscher Nation mussten im 18. Jahrhundert Zünfte aus mindestens drei Meistern bestehen, damit Abstimmungen einfacher wurden. Wenn die Mitglieder aus ihr allerdings wieder austraten, so konnte die Zunft auch in einer einzigen Person weiterbestehen. Es war damals eine häufig debattierte Frage, ob Mitgliedschaft in zwei Zünften gleichzeitig möglich sei. Dies war möglich, solange es dasselbe Handwerk war, „zum Exempel ein Seiffensieder in Halle und in Naumburg.“ Ein Mann konnte jedoch nicht zwei Zünften eines verschiedenen Handwerks angehören. Da galt der Grundsatz: „Viel Handwerke verderben einen Meister.“ Beim Neubau eines Hauses hatte der Bauherr gemäß Anordnungen des 18. Jahrhunderts zur Brandverhütung im Kurfürstentum Trier und in weiteren Kurfürstentümern des Heiligen Römischen Reichs „allemal ein[en] ordentliche[n] in einer erzstiftischen Zunft aufgenommene[n] Meister als Maurer, Zimmermann etc.“ zu beschäftigen, der „für die Abwendung von Feuersgefahr in dem von ihm angeordneten Bau verantwortlich seyn muß, zumalen wann er dafür billigmäßig bezahlt wird“.
Das Leben des einzelnen Gruppenmitglieds wurde von der Zunft entscheidend bestimmt. Nur in dieser Einbindung konnte der Zunfthandwerker seiner Arbeit nachgehen. Die Gemeinschaft der Amtsmeister regelte die Arbeit und Betriebsführung des Einzelnen, die Qualität seiner Produkte, kontrollierte seine sittliche Lebensführung, sicherte ihn in individuellen Notfällen ab und betete für das Seelenheil ihrer verstorbenen Mitglieder.
Die Entwicklung des Handwerks vom Ende des Mittelalters bis zum 19. Jahrhundert wird durchweg als anhaltender Niedergang beschrieben, unter dem mit der Einführung der Gewerbefreiheit ein befreiender Schlussstrich gezogen wurde. An Ausartungen des Brauchtums und überholten sozialen Strukturen ist diese Beurteilung oft verdeutlicht worden. In der neueren Forschung hat man auch die wirtschaftlichen Hintergründe dieses Abstiegs durchleuchtet. Von konjunkturellen Schwankungen abgesehen sanken die Realeinkommen der Handwerker erheblich. Ursachen waren die Trennung von Produktion und Handel (Verlagssystem), großbetriebliche Produktionsformen (Manufaktur und Massenproduktion), die Konkurrenz neuer und zum Teil importierter Warenarten und die weiträumige Verflechtung des Marktes durch neue Straßen und Verkehrsmittel.
Ob das Ende der Zünfte als eine Geschichte des Niedergangs zu begreifen ist oder doch auch Elemente der protoindustriellen Neuorientierung enthielt, mit anderen Worten, ob der Schritt von einer „vertikalen Solidarität“ der jeweils eigenen Zunft zur „horizontalen Solidarität“ der Arbeiterbewegung vorbereitet oder gar vollzogen wurde, ist noch Gegenstand der wissenschaftlichen Kontroverse.
Der Zunftzwang und damit die wirtschaftliche Macht der Zünfte wurde nach der Französischen Revolution in den von Napoleon dominierten Gebieten auch im deutschsprachigen Raum stark eingeschränkt oder ganz aufgehoben. Nachdem er nach den Befreiungskriegen wohl stellenweise wiederhergestellt worden war, riss die Diskussion um die Gewerbefreiheit nun nicht mehr ab und spätestens im Jahr 1873 ist diese im Deutschen Reich überall eingeführt gewesen (siehe Gewerbeordnung).
In der Schweiz verloren die Zünfte mit der Helvetischen Revolution 1798 vorübergehend ihre Macht, die sie aber teilweise mit der Mediation im Jahr 1803 wieder zurückerlangten. In den meisten Stadtkantonen wurden die Vorrechte der Zünfte um 1830 mit der erzwungenen politischen und wirtschaftlichen Gleichberechtigung der Land- mit der Stadtbevölkerung beseitigt, in Basel jedoch erst in den 1870er Jahren.
Moderne Nachfolger der Zünfte sind die Handwerksinnungen. Mancherorts bestehen Zünfte noch als Handwerkervereinigungen oder als folkloristische oder gesellschaftliche Vereine wie in Zürich. In den verschiedenen deutschen Gebieten wurden durch die Einführung der Gewerbefreiheit im Laufe des 19. Jahrhunderts die Zünfte abgeschafft.

## Regionale Besonderheiten

### Aachen und Köln
In Aachen und Köln wirkten Zünfte in den als „Gaffeln“ bezeichneten Korporationen, wie es in Köln im Verbundbrief von 1396 und in Aachen im Aachener Gaffelbrief von 1450 verfassungsgemäß festgeschrieben wurde.

### Amsterdam
In Amsterdam gründeten die Näherinnen im Jahr 1579 eine unabhängige Zunft. Ab 1617 diente das ehemalige Stadttor Sint Antoniespoort, als Zunfthaus für mehrere Zünfte.

### Antwerpen
In Antwerpen unterhielten die Zünfte Altäre in der Liebfrauenkathedrale. Deren Altarbilder sind Meisterwerke der Malerei des Barock. Bereits 1435 erlaubte der Burgunderfürst Philipp der Gute, dass die damals 21 Zünfte insgesamt 12 Delegierte in den Stadtrat entsenden durften.

### Bern
In Bern sind die Gesellschaften und Zünfte bis heute Körperschaften des öffentlichen Rechts.

### Bozen
In Bozen wie auch sonst im Tiroler Raum waren Zünfte als korporative „Bruderschaften“ organisiert, mit eigener Zunftlade und einem gewählten Vorstand. So ist für das Jahr 1471 eine Bozner „schneider bruderschafft“ mit eigener Satzung bezeugt, während die Bruderschaft der Bozner Binder 1495 quellenmäßig fassbar wird.

### Norddeutschland und Westfalen
In den großen Städten nahe den norddeutschen Küsten hießen die meisten Zünfte traditionell Ämter. Daneben gab es noch weitere Handwerks-Korporationen wie die Laden der Gesellen und andere, die sich teilweise Brüderschaften oder Bruderschaften nannten, wie die Totenladen und andere Kassen, in welche die Mitglieder regelmäßig einzahlten, um die Zunftangehörigen, ihre Witwen und Kinder bei Krankheit oder Tod zu unterstützen. In Hamburg gab es 1850 noch 32 Ämter und acht Brüderschaften; 1863 wurden sie mit Einführung der Gewerbefreiheit abgeschafft, ebenso 1861 in Bremen und 1866 in Lübeck. Im westfälischen Beckum sind bis heute einige dieser seit dem Mittelalter belegten Ämter erhalten geblieben.

### Zürich
In einigen Städten hat sich der Umzug einer Zunft oder von Zunftvereinigungen in der Form von Stadtfesten erhalten. In Zürich besteht mit dem Sechseläuten der bekannteste jährliche Umzug der Zünfte, die hier den Status privatrechtlicher Vereine haben.

### England
Für die zeitweise zunftähnlichen Korporationen der Londoner Gewerbetreibenden siehe den Hauptartikel Livery Company und seine Detailartikel.

## Recht und Brauch im alten Handwerk
Das Zunftrecht galt in Städten, außerhalb dieser war das Handwerk zunftfrei oder unzünftig. Im Gegensatz zu den Zusammenschlüssen der Großkaufleute waren Zünfte immer institutionell beschränkt auf das jeweilige Einzelhandwerk – auch das ein Grund für ihre weitgehende politische Ohnmacht. Außerhalb der Zünfte durfte der Zunftberuf nicht ausgeübt werden. Die Zunft umfasste alle Ausübenden. Mitunter waren mehrere ähnliche Berufe in einer Zunft zusammengefasst, um eine in der Stadt wirksame Macht zu erreichen.
Die Zünfte kontrollierten in den Städten die Anzahl der Handwerker und Gesellen und legten ihre Regeln schriftlich in obrigkeitlich genehmigten Zunftordnungen fest. Damit wurden die Regeln der jeweiligen Handwerksberufe aufgestellt und überwacht, beispielsweise Ausbildungsregeln, Arbeitszeiten, Produktqualität und Preise. Dadurch sicherten sie, dass nicht zu viel Konkurrenz innerhalb einer Stadt entstand. Nach innen hatten die Zünfte das Recht der Selbstverwaltung, so regelten die Meister ihre Geldangelegenheiten eigenständig, wählten ihre Vorsteher („Älteste“, Altmeister und Jungmeister) selbst, hatten teilweise auch die Gesellenkasse in Verwahr, konnten Strafen verhängen und Bußgelder eintreiben, besaßen also gewisse gewerbepolizeiliche Befugnisse. Neben der wirtschaftlichen Funktion nahmen die Zünfte auch religiöse, soziale, kulturelle und militärische Aufgaben wahr. Bei schwerer Krankheit und Tod erhielten die Meisterfamilien eine Unterstützung aus der Amtslade.
Die Gesellen (wie auch die Meisterfrauen) hatten kein Mitspracherecht. Sie und die Lehrlinge gehörten gleichwohl als Mitglieder minderen Rechts zur Zunft. Dies entsprach der Vorstellung für das Ganze Haus mit dem Meister als Hausvater.
Wichtige Entscheidungen waren von Zustimmung oder Wohlwollen der Obrigkeit abhängig. Um eine Kontrolle zu gewährleisten, war in jeder Zunft die Morgensprache als ein regelmäßiger Versammlungstermin eingerichtet, die nicht ohne Anwesenheit eines Ratsvertreters stattfand. Jede Zunft hatte einen festen Ort für diese Zusammenkünfte. Altem Herkommen entsprach es, sich in einer bestimmten Kirche zu versammeln, andere hatten das Privileg im Rathaus zusammenzukommen und vermögendere Korporationen besaßen ein eigenes Zunfthaus, das auch für Festlichkeiten der Mitglieder diente. Ärmere Zünfte trafen sich im Gasthaus, in der Gesellenherberge oder im Haus eines Meisters. Zur Tagesordnung gehörten Rechnungslegung, Meldungen zum Meisterstück, Freisprechungen von Lehrjungen. Klagen unter den Mitgliedern nahmen breiten Raum ein und waren möglichst hier zu schlichten, bevor die öffentliche Gerichtsbarkeit in Anspruch genommen wurde. Die Morgensprache fand bei geöffneter Lade statt. In dieser meist anspruchsvoll gestalteten Truhe waren die Urkunden, Gelder, Siegelstempel, und Silbergefäße (Willkomme) der Zunft aufbewahrt und konnten von allen gesehen werden. Schon vor dem Ende der Zünfte wurden die Morgensprachen dort abgeschafft, wo Gewerbekammern eingerichtet wurden.
Im Spätmittelalter gründeten Zünfte auch Singschulen, an denen der Meistergesang gepflegt wurde.
Auch die Gesellen hielten regelmäßige Versammlungen (mancherorts Krugtage genannt) ab. Die ritualisierten Trinksitten ahmten die zeremoniellen Gebräuche bei der Morgenansprache der Meister nach. Auch die Gesellen besaßen oft eine Lade, die ähnlich wichtig genommen wurde wie die der Meister, und daher wurde oft die Gesellenkorporation selbst auch kurz als „Gesellenlade“ bezeichnet. Das Zusammengehörigkeitsgefühl einer Gesellenlade war ungleich stärker als das der Gesamtheit der Gesellen einer Stadt. Wo die Gesellen kämpferisch wurden, geschah dies nicht in einem modernen, politischen Sinne, der etwa auf soziale Verbesserungen abgezielt hätte, sondern hatte die Wahrung überkommener Rechte, Bräuche und Ehrbegriffe zum Ziel. Dennoch sahen Meister und Obrigkeit in den Gesellenunruhen des 18. und 19. Jahrhunderts eine so große Bedrohung, dass viele Gesellenladen aufgehoben wurden.

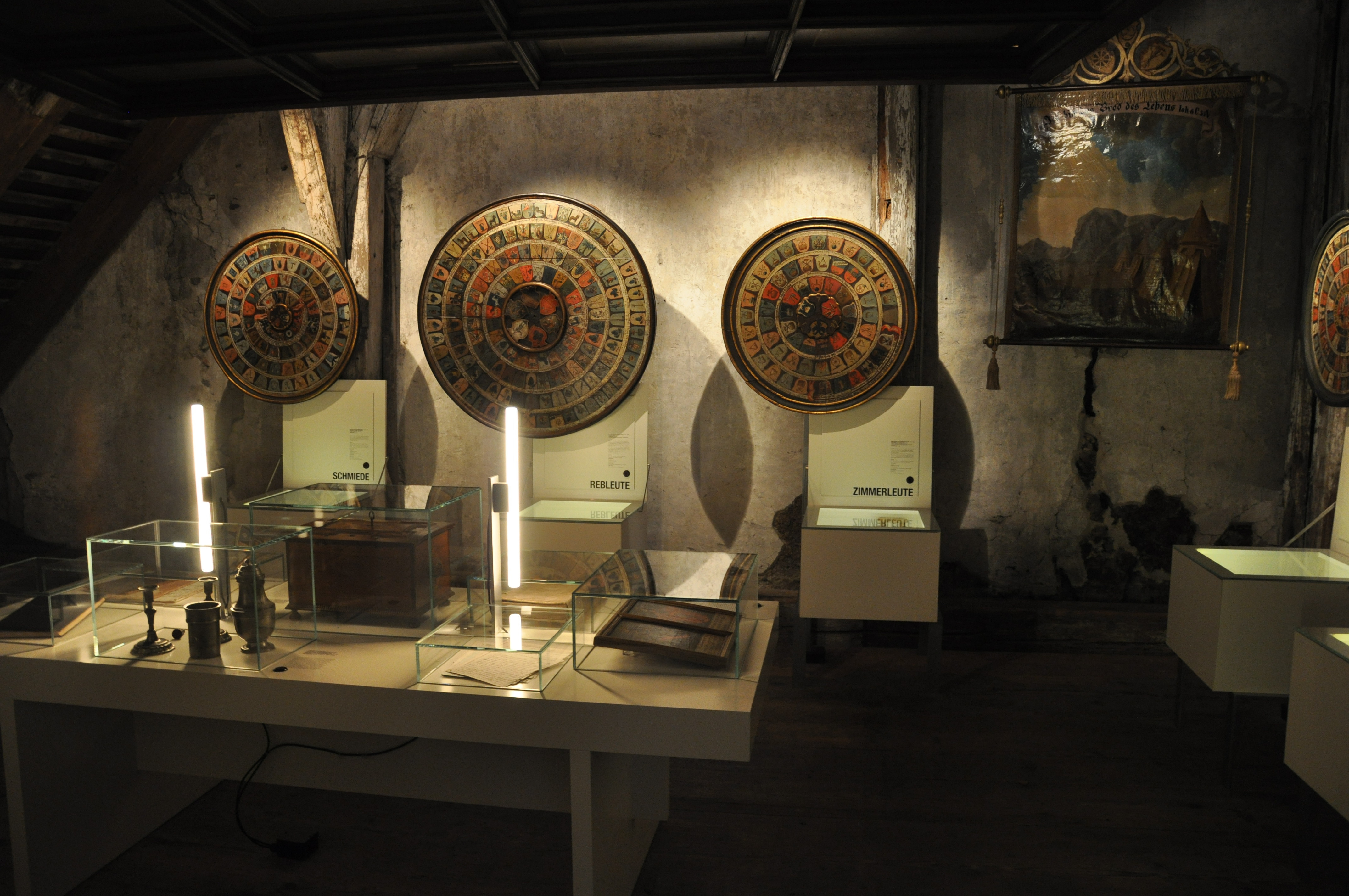
Ravensburg, Museum Humpis-Quartier; Raum mit Zunftscheiben und anderen Gegenständen der Zünfte und Bruderschaften der Reichsstadt Ravensburg
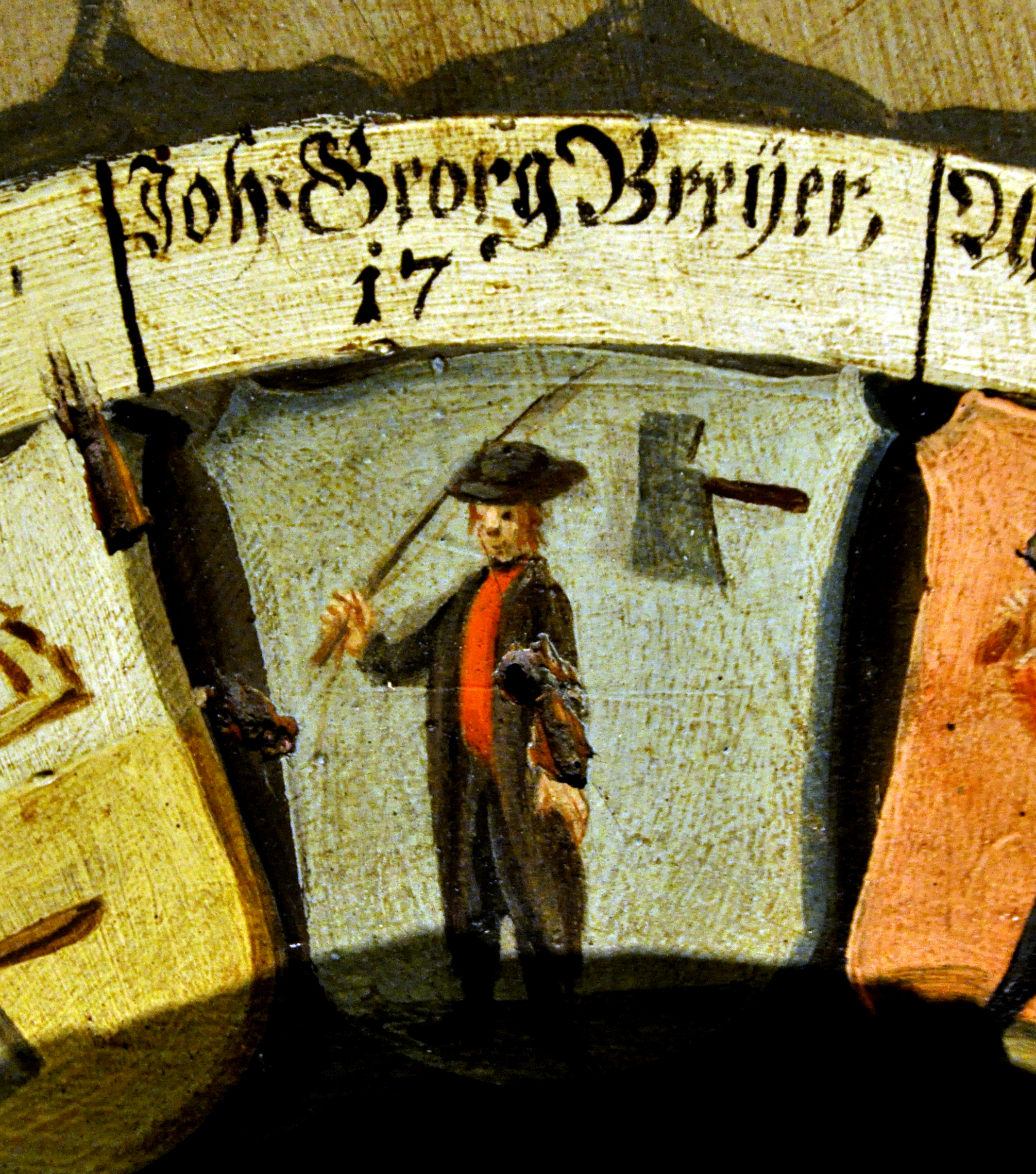
Detail von der Meistertafel der Metzgerzunft der Freien Reichsstadt Ravensburg
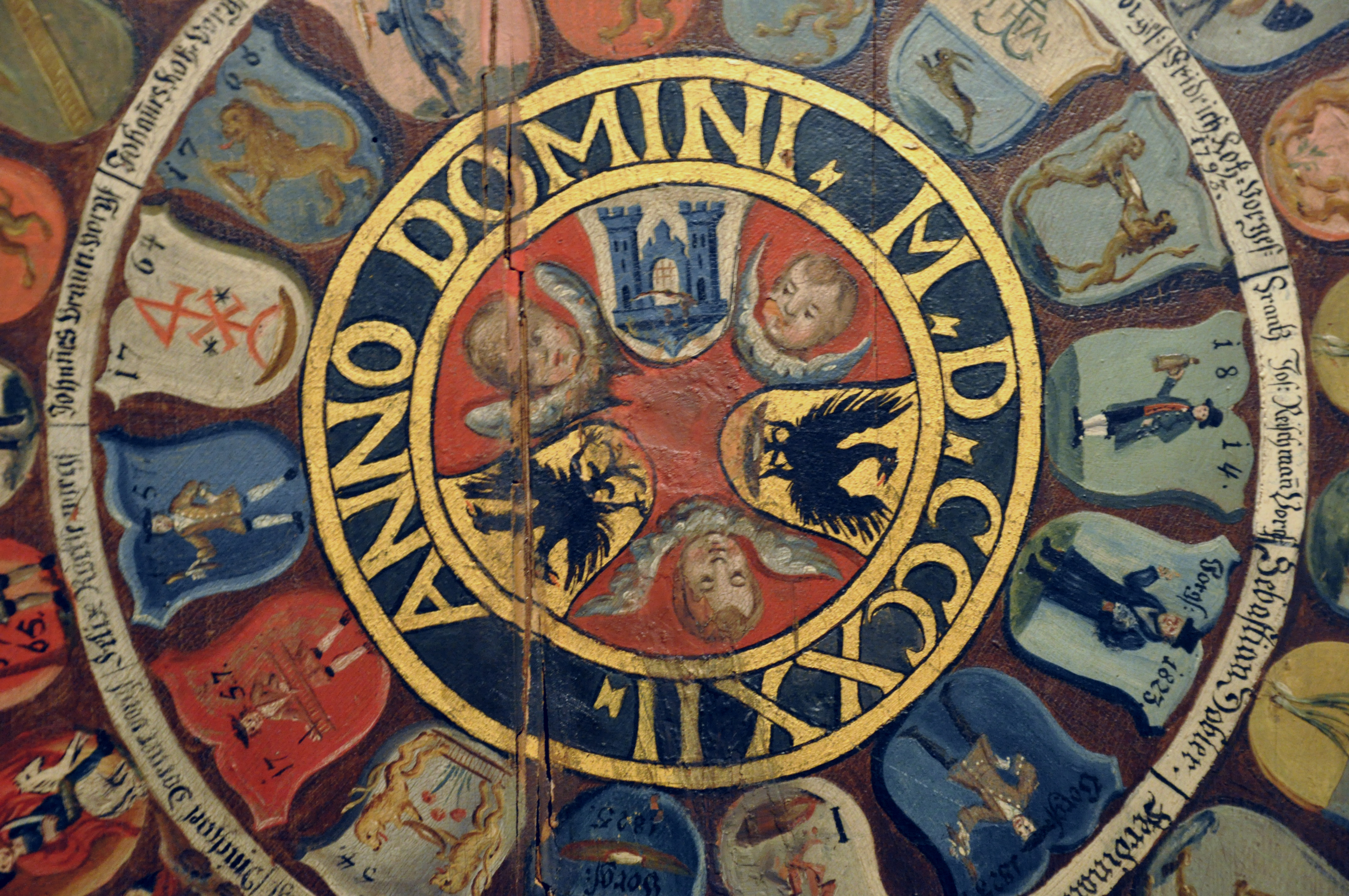
Meistertafel der Weberzunft, 1754–1828, Detail: Mitte der Scheibe.
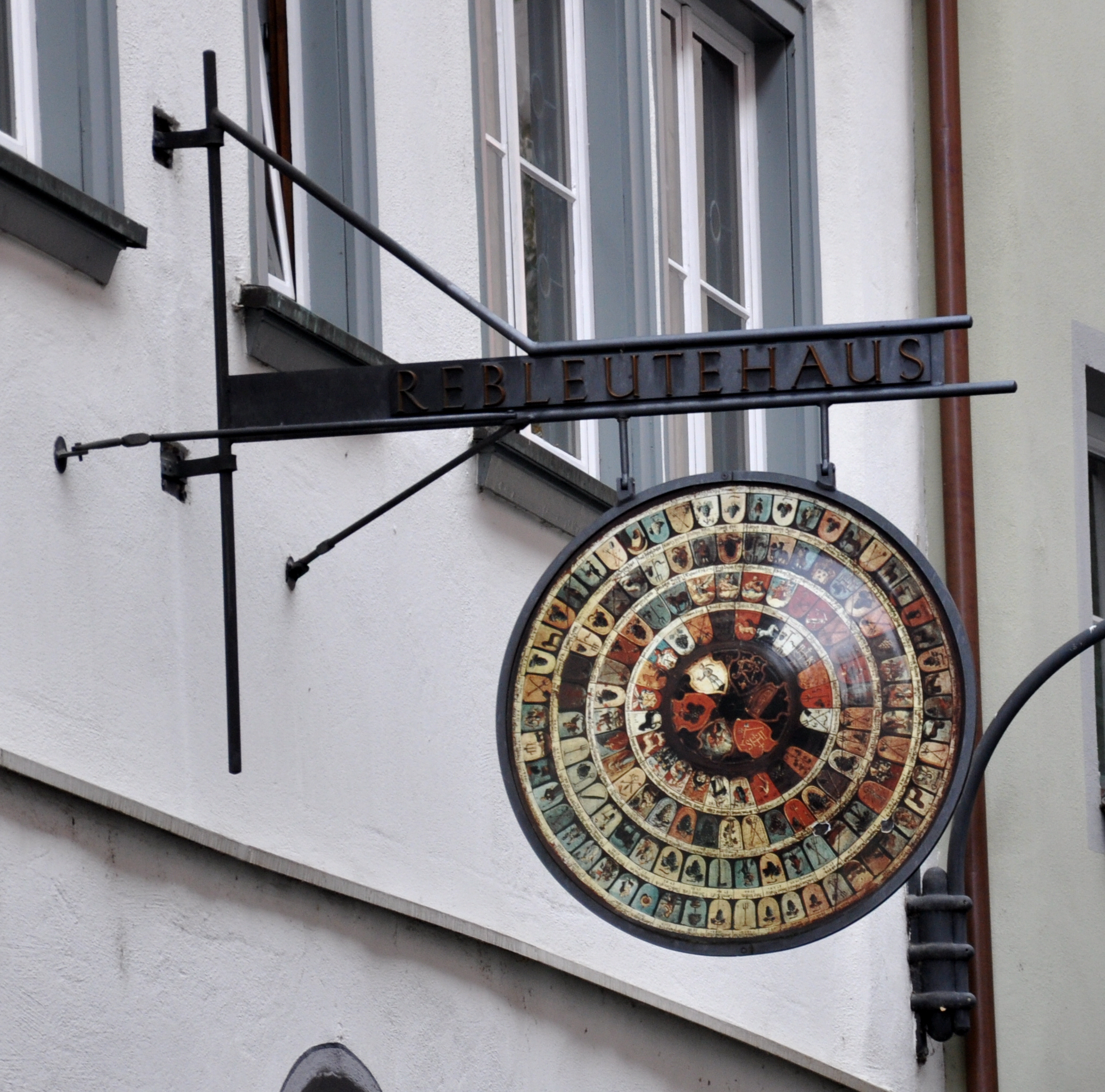
Ravensburg, Schulgasse 15, Wirtshausschild „Rebleutehaus“

## Lebensläufe und soziale Strukturen

### Lehrlinge
Wer als Lehrling aufgenommen werden wollte, kam in der Regel aus einer Bürgerfamilie. Zu den Voraussetzungen für den Eintritt in die Zunft gehörte durchweg und ausdrücklich die ehrbare Geburt. Auch durften seine Eltern nicht aus unehrbaren Berufen stammen, als solche galten, regional unterschiedlich, zum Beispiel Abdecker, Gerber, Henker, Müller oder Schäfer.
Da auch den Juden von christlichen Obrigkeiten v. a. ab dem Spätmittelalter diverse Verbote auferlegt wurden, Handwerk und ähnliches auszuüben (u. a. durch den sog. Zunftzwang), ebenso vielfach der Grundbesitz untersagt war, hatten diese oft keinen Zugang zur zünftischen Ausbildung und erst recht keine Chance auf eine Meisterposition.
Die Lehrzeit dauerte drei bis sechs Jahre. Die Zahl der Lehrlinge war in den einzelnen Gewerken unterschiedlich. Goldschmiede beschäftigten durchschnittlich nur einen Lehrling oder Gesellen, im Textilgewerbe waren es sehr viel mehr. Die Lehrlinge waren weitgehend rechtlos und vom Meister abhängig. In Zünften mit großem Hilfskräftebedarf bezogen sie einen (geringen) Lohn, in den meisten Berufen mussten sie bzw. ihre Väter ein Lehrgeld bezahlen. Für sie gab es keine Organisationsform und keine Interessenvertretung. Daher existieren auch keine auf diese Gruppe bezogenen materiellen Handwerksaltertümer, wie sie von Meistern und Gesellen überliefert wurden. Das Gesellenstück als Abschluss der Lehrzeit ist wohl erst um 1800 aufgekommen.

### Gesellen
Am Ende der Lehrzeit wurde der Lehrjunge, häufig in der Versammlung der ganzen Zunft, „ausgeschrieben“, „losgegeben“ oder „abgedingt“. Mit diesem Ereignis waren in manchen Zünften grobe Bräuche (Hänseln) verbunden. Die Ableistung einer Wanderung war im Gegensatz zu einer weit verbreiteten Meinung keineswegs in allen Zünften vorgeschrieben. Wo sie gefordert wurde, war dies erst in nachmittelalterlicher Zeit eingeführt worden. Ob ein Geselle heiraten durfte, war für die ganze Zunft einheitlich festgelegt. Im 18. Jahrhundert verschlechterte sich die soziale Lage der Gesellen zusehends. In noch stärkerem Maß als heute war der Arbeitsmarkt von saisonalen und konjunkturellen Schwankungen abhängig. Unruhen und Arbeitsniederlegungen nahmen zu, zielten aber selten direkt auf die Beseitigung sozialer Missstände ab, sondern hatten häufig Ehrensachen zum Anlass; indirekt war auch dies freilich ein Ausdruck der ungelösten sozialen Probleme. Gesellenkorporationen waren vor allem nach innen stark, über ein dumpf empfundenes Gerechtigkeitsgefühl hinaus waren sie vor dem 19. Jahrhundert nur selten in der Lage, sich politisch zu artikulieren. Die gerade bei ihnen in Grobheit und übertriebene Formelhaftigkeit ausufernden Bräuche (Hänseln, Schleifen, Gautschen usw.) können als Versuch gewertet werden, den sozialen Niedergang durch identitätsstiftende Exklusivität zu kompensieren. Das Bürgerrecht erwarb der Geselle in der Regel nicht. Vielen Gesellen fehlte das nötige Kapital, um sich als Meister selbstständig zu machen. Chancen zu sozialem Aufstieg boten sich oft nur durch Übernahme einer Werkstatt auf dem Wege der Heirat mit Tochter oder Witwe des Meisters.

### Meister
Je angesehener und vermögender eine Zunft war, umso stärker war das Bedürfnis der Meisterfamilien, sich nach außen abzuschließen und den Eintritt von Fremden zu behindern. Meistersöhne wurden bevorzugt, wenn sie eine Meistertochter aus dem gleichen Gewerbe heirateten („geschlossene Heiratskreise“). Man drosselte den Zugang durch Begrenzung der zugelassenen Meisterzahl oder eine Zulassungsquote pro Jahr. Gesellen, die Meister werden wollten, hatten je nach Stadt, Zunft und historischer Situation unterschiedlich weitere Bedingungen zu erfüllen:
- Der Bewerber musste eine gewisse Zeit als Geselle am Ort gearbeitet haben.
- In vielen, aber nicht allen Zünften war eine mehrjährige Gesellenwanderung abzuleisten.
- Ein Meisterstück war auf eigene Kosten anzufertigen.
- Mängel daran wurden nur zu gern von den prüfenden Meistern gefunden und waren wiederum mit einer Geldbuße zu sühnen.
- Ein Bürgeraufnahmegeld war zu zahlen.
- Für die Wehrfähigkeit war in manchen Städten ein eigener Brustpanzer anzuschaffen oder zu fertigen.
- Es waren verschiedene Beträge an die Zunft, die Begräbniskasse und an den Meister, bei dem das Meisterstück gearbeitet wurde, zu zahlen.
- War der Versammlungsort der Zunft eine Kirche, konnten Abgaben für Wachskerzen fällig sein.
- Es war der Besitz eines Hauses nötig oder das nötige Geld vorzulegen.
- Die Aufnahme war mit einem Mahl von mehreren Gängen für alle Meister der Zunft verbunden.

Die hohen Anforderungen beim Zugang zur Meistertätigkeit waren nur teilweise mit der Sorge um einen hohen Qualitätsstandard begründbar. Vielmehr ging es darum, die Nachfrage mit dem Leistungsangebot in Abstimmung zu bringen und die Konkurrenz gering zu halten. Durch das beherrschende Angebotsmonopol wurden die Preise kartellartig von der Zunft festgelegt.

## Handwerker außerhalb der Zünfte
Neben den Zünften gab es „Freie Gewerbe“ und Sozietäten, die im Rang weniger geachtet waren und meist auch in geringerem Maße obrigkeitlich beaufsichtigt waren. In ihren Sitten und Einrichtungen eiferten sie gleichwohl dem Vorbild der angesehenen Zünfte nach.
Handwerker, die sich als Künstler durch besonderes Können auszeichneten oder als Unternehmer mit ihrer Wirtschaftskraft aus dem Zunftniveau herausragten, bekamen von der Obrigkeit gelegentlich den Status eines Freimeisters. Sie sind vergleichbar den Hofhandwerkern, die als Beschäftigte des Adels den städtischen Ordnungsstrukturen entzogen waren.
Zünfte besaßen auf die Arbeiten, auf die sie privilegiert waren, ein Monopol. Allenfalls auf Messen oder Jahrmärkten durften konkurrierende Produkte angeboten werden. Doch gab es allerorten eine quantitativ schwer zu fassende Schicht von Handwerkern, die in Norddeutschland so genannten Bönhasen, die außerhalb der Zünfte heimlich arbeiteten. Darunter waren Soldaten, die von ihrem Sold nicht leben konnten, Seeleute, die sich im Winter Arbeit an Land suchen mussten. Es gab darunter Gesellen, die wegen Heirat oder anderen „Verfehlungen“ aus der Zunft ausgeschlossen worden oder sonst irgendwie in ihrer Handwerkerlaufbahn gescheitert waren. Von den Zunftmeistern wurden sie angefeindet und verfolgt, als Bönhasen lächerlich gemacht und als „Pfuscher“, „Störer“ oder „Stümper“ abqualifiziert. Es wurde ihnen auch mit Gewalt „das Handwerk gelegt“, indem die Zunftmeister bei ihnen eindrangen und Arbeiten samt Werkzeugen an sich nahmen. Von den Obrigkeiten wurden diese Gewalttätigkeiten geduldet, doch die „kleinen Leute“ ergriffen bei diesen gelegentlich in Schlägereien ausartenden „Bönhasenjagden“ oft die Partei der billiger arbeitenden Illegalen. Ferner gehörten zur handwerklichen Unterschicht Flickschuster und Kesselflicker, die vielen Hilfskräfte in den Textilgewerben und ähnlich gering qualifizierte Berufen, die teils in der Zunft, teils außerhalb, teils geduldet, teils verfolgt, teils in der Stadt, teils in den Vorstädten und auf dem Lande, aber immer nur am Rande des Existenzminimums ihr Auskommen fanden.

### Frauen
Die Arbeitsteilung zwischen den Geschlechtern begünstigte eine Entwicklung, die im 17. Jahrhundert abgeschlossen war. Sie führte zu einer Verdrängung der Frau aus den Handwerkszünften oder wenigstens zur Beschränkung für Frauen auf wenige Berufe.
Nach Étienne Boileau, Prévôt von Paris, ist überliefert, dass von etwa hundert Handwerksberufen mindestens fünf reine Frauenberufe waren, außerdem gab es einige gemischte.

„Gewerbe, in denen Frauen das Monopol hatten, waren auf der gleichen Basis organisiert wie die von Männern betriebenen, und den Branchen, in denen Männer und Frauen gleichermaßen tätig waren, traten Frauen zu den gleichen Bedingungen bei wie Männer und waren dem gleichen Reglement unterworfen.“

Für Köln findet sich ein Beleg für eine gemischte Zunft.

„Die Goldspinnerinnen waren mit einem Teil der Goldschläger zu einer Zunft vereinigt.“

Es gab allerdings Zünfte, die Frauen als Zunftmitglieder akzeptierten, so die Garnmacher, die Seidenweber und die Seidenmacher. Als Familienangehörige waren Frauen an einigen Leistungen der Zünfte beteiligt, konnten aber meist keine Vollmitgliedschaft erwerben.
Viele Zunftordnungen enthielten die Vorschrift: Stirbt ein Meister, „muss die Witwe innerhalb von ein bis zwei Jahren erneut heiraten, ansonsten verliert sie die Werkstatt ihres Mannes“. In einigen Städten war es auch möglich, dass die Witwe im Namen des Sohnes und Nachfolgers das Geschäft bis zur Mündigkeit weiterführte.

### Slawen
Im deutsch-slawischen Kontaktraum östlich der Elbe-Saale-Linie, vor allem im Lüneburger Wendland, dem Erzstift Magdeburg, der Mark Brandenburg, den Territorien der südlichen Ostseeküste sowie vereinzelt auch in den beiden Lausitzen, lassen sich in historischen Quellen des Spätmittelalters vereinzelt sogenannte Wendenpassus (Terminus technicus nach Winfried Schich) nachweisen, die in der älteren Forschungsliteratur häufig etwas übertrieben als „Wendenklausel“ oder „Deuschtumsparagraph“ bezeichnet wurden. Diese besagten, dass Wenden (d. h. Slawen) der Beitritt in eine Zunft oder aber der Erwerb des vollen Bürgerrechts in einer Stadt (als Voraussetzung zum Zunftbeitritt) erheblich erschwert oder ganz verwehrt werden sollte.
Der älteste Beleg eines Wendenpassus stammt aus einem Zunftstatut der Schuhmacher von Beeskow (1353). Vermeintlich ältere Belege haben sich bislang immer als falsch datiert oder nachträglich hinzugefügt herausgestellt. Ab dem späten 14. Jahrhundert verbreitet sich das Phänomen dann überregional. Der Hintergrund dieser Entwicklung ist wohl nicht, wie von der älteren Forschung häufig unterstellt, in „nationalen Spannungen“ zu suchen, sondern in der sich verschärfenden sozialen und ökonomischen Krise des zünftischen Handwerks sowie auch der ländlichen Agrargesellschaft im Verlaufe des Spätmittelalters. Dabei versuchten die Zünfte der zunehmend anschwellenden Landflucht entgegenzuwirken, indem sie die Hürden zur Niederlassung in der Stadt sukzessive erhöhten. Da die Landbevölkerung in den betreffenden Regionen seinerzeit noch zu großen Teilen aus Slawen bestand, ließ sich mit einem universal formulierten Wendenpassus ein nennenswerter Teil dieser in die Städte drängenden und von den alteingesessenen Bewohnern als Bedrohung wahrgenommenen Menschen erfassen. Die Diskriminierung von Slawen respektive gebürtigen Slawen konnte verschiedene Formen annehmen: von der Erhöhung des Bürgergeldes speziell für Sorben (so in Kamenz 1518 und 1530) bis zum generellen Niederlassungsverbot von Wenden (so in Lüneburg 1409).
Die tatsächliche Tragweite und Bedeutung des Phänomens „Wendenpassus“ sollte bei all dem jedoch nicht überschätzt werden, zumal die Quellenlage teils unübersichtlich und widersprüchlich ist. Richtig ist, dass es sich hierbei um eine Form der Diskriminierung handelte, die nachweislich ältere antislawische Vorurteile aus der Zeit der deutschen Ostsiedlung aufgriff und in einem veränderten Kontext mit neuer Relevanz versah. Grundsätzlich falsch ist aber die Behauptung, es habe in den deutschen Städten des Mittelalters und der Frühneuzeit gar keine slawische Stadtbevölkerung gegeben bzw. diese sei gezielt unterdrückt und verdrängt worden. Dagegen sprechen bereits Zeugnisse wie der sorbische Bürgereid von Bautzen (um 1532). Einzelne Fallbeispiele, wie Beeskow oder Luckau, weisen zudem darauf hin, dass sich die eingeführten Beschränkungen des Wendenpassus (zunächst) nur auf neu hinzuziehende, nicht jedoch auf bereits ansässige Sorben bezogen. Auch können wir, da oft nur normatives Quellenmaterial zur Verfügung steht, bislang nicht abschließend einschätzen, wie konsequent diese Bestimmungen im Einzelnen überhaupt durchgesetzt wurden und für wie lange sie tatsächlich in Kraft blieben. Das Beispiel Kamenz zeigt etwa, dass trotz Wendenpassus der Zuzug sorbischer Neubürger in die Stadt nicht zwingend einbrechen musste und später sogar wieder derart ansteigen konnte, dass die Abfassung eines sorbischen Bürgereides nötig wurde.

## Die Berufslehre als Mittel der Zunftordnung gegen wachsende Konkurrenz
Im Jahr 1562 wurden in England städtische Zunftordnungen verallgemeinert und zu öffentlichem Recht erhoben. Zum einen wurde die Lehrzeit je nach Land auf fünf (z. B. Frankreich) bis sieben (z. B. England, Heiliges Römisches Reich) Jahre festgelegt, während andererseits für jede Zunft vorgeschrieben wurde, wie viele Lehrlinge ein Meister ausbilden durfte. Die lange Lehrzeit wie auch die Beschränkung der Lehrlingszahl führten zu einem größeren Ausbildungsaufwand, was folglich die Zahl der Konkurrenten niedrig und die Preise hoch hielt.
Wie Adam Smith 1776 kritisierte, könne eine lange Lehrzeit kein Garant für eine hochstehende Qualität der hergestellten Waren darstellen. Des Weiteren sah er in der Zunftordnung Verstöße gegen die Freiheit, indem ein armer Mann daran gehindert wurde, seine Kraft (= sein Kapital) uneingeschränkt zu nutzen. Anstatt dass eine lange Lehrzeit den Fleiß des Lehrlings fördern würde, hegten Lehrlinge eine innere Abneigung gegen Arbeit, wenn nichts Neues dazugelernt werden könne. Insgesamt sah Smith in der zünftischen Berufslehre eine Institution, welche hauptsächlich die Produzenten schützte, wobei deren Abschaffung dem Konsumenten durch niedrigere Preise aufgrund höherer Konkurrenz zugutekäme. (Berufs-)Bildung sollte gemäß Smith entprivatisiert werden, um die Dynamisierung der Gesellschaft voranzutreiben und um die Qualifizierung von Lehrlingen sicherzustellen.
Auch Christoph Bernoulli kritisierte die wirtschaftlichen Einschränkungen der Zunftordnung 1822 in seiner Schrift Über den nachteiligen Einfluss der Zunftverfassung auf die Industrie, da sie sich für Lehrlinge als nachteilig erweisen würden. Daraufhin forderte er, das Zunftwesen direkt abzuschaffen. Sein Gegenspieler Johann Jakob Vest überzeugte viele seiner Anhänger von den negativen Folgen einer zunftlosen Gesellschaft und kritisierte Bernoulli, nur Negatives am Zunftwesen anzuprangern, ohne dabei selber Vorschläge für Neuerungen vorzulegen. Im Streit um den weiteren Verlauf des Zunft- und Innungswesens stand dabei das Lehrlingswesen im Mittelpunkt, da es das zentrale Reproduktionsmittel der Zünfte war. Eine Reformation des Lehrlingswesens hätte das Ende der Zünfte und letzten Endes auch eine Neuordnung der Gesellschaft bedeutet.
Mit dem Ende der Zünfte im 19. Jahrhundert infolge der Industrialisierung folgte eine Entprivatisierung und eine Entkorporisierung der Berufsausbildung, da die Organisation der Berufsbildung nun staatlich anstatt durch Zünfte geregelt wurde. Neu wurden ebenso national gültige Ausbildungsstandards definiert. Damit wurde (v. a. im deutschsprachigen Raum) Bildung mit ihren Zielen, berufliche Qualifikationen und gesellschaftliche Kompetenzen zu vermitteln, über Berufe neu organisiert. Ironischerweise geschah die Modernisierung der Gesellschaft gerade durch die Berufsbildung, die in den Zünften Modernisierungsfolgen abfedern und einen Mittelstand etablieren sollte, indem auf der Basis der traditionell-handwerklichen Berufe ein staatlich geregeltes Berufsbildungssystem etabliert wurde.